# Slamovits István
Slamovits István, becenevén Slamó (Miskolc, 1953. június 12. –) magyar szólógitáros, énekes, dalszerző, dalszövegíró.

## Pályafutása
Már fiatal korától kezdve nagy érdeklődést tanúsított a zene iránt. Első ismertebb együttese a LUW együttes volt, a sajószentpéteri kultúrház támogatta a zenekart. Slamó basszusgitározott, Tibor bátyja volt a szólógitáros, majd 1971 nyarán Tibor katonai behívója miatt kezdett el szólógitározni. Későbbi sikeres együttese a Kőtörő volt, amely a Képzelt riport egy amerikai popfesztiválról című musical Miskolci Nemzeti Színház által bemutatott adaptációjának élő zenei hátterét adta. A Kőtörő után a főleg heavy metal stílusban próbálkozó Wanderers következett, mellyel azonban nem sikerült sikereket elérniük. 1977-ben Pataky Attila meghívta az akkoriban alakuló miskolci csapatba, az Edda együttesbe (később Edda Művek). Az együttesnek 6 éven keresztül volt tagja (1977–1983), a Slamovits által írt dalok messzemenőkig meghatározták a zenekar hangzásvilágát, hozzájárultak a sikeréhez és a mai napig népszerűek. 1983-ban a Pataky Attila és Slamovits között kialakuló, főleg zenei kérdésekkel kapcsolatos nézetkülönbség oda vezetett, hogy az Edda Művek akkori formációja feloszlott, egy búcsúkoncerttel ünnepelve az addigi sikereiket.
Slamovits ekkor egy időre elvonult a nyilvánosság elől. 1985-ben jelentkezett újra a Slamó Banddel. Bár kiadott egy nagylemezt, az nem aratott számottevő sikert. 1987-ben aztán Szatai Gábor énekessel megalapította a No együttest. A zenekart sokáig csak a magyar U2 néven emlegették, ám szerzeményeik szélesebb körben nem arattak sikert. Még 1988-ban, egy kissé feledve a korábbi nézeteltéréseket, elkészítette az Eddával a Pataky–Slamovits lemezt, és később is gyakori vendége volt a jubileumi Edda-koncerteknek.
1998-ban tíz év után feloszlott a No együttes, ekkor Slamovits István Izraelbe költözött. 2005-ben aztán ismét hazatelepült és újfent megalapította a No együttest, mely felállás azonban nem volt tartós: 2007-ben ismét megszűnt. Ezután ismét Izraelbe költözött, majd 2009-ben hazatérve új zenekart alapított. 2011-ben tervbe vették Som Lajossal a Storm együttes megalapítását, sajtótájékoztatón be is mutatkoztak, de a zenekar nem kezdte meg működését. Helyette 2011 végén a Csillag születikből ismert Mr. Joe-val Slamo Revans néven hoztak létre új együttest. A felállás alig egy évig állt fenn, majd feloszlott. Azóta Németországban él visszavonultan. 2023-ban, hetvenedik születésnapja alkalmából Miskolc díszpolgári címre szerette volna jelölni, azonban a megkeresésre nem reagált.

### Gitárjai
Slamó fő gitárja 1980-tól a bakancsos Edda időszakában egy Gibson L5-S Custom volt (ma a budapesti Rockmúzeumban van kiállítva) , ezen játszott később a No-ban és az 1990-es és 2000-es jubileumi koncerteken is. Hasonló hangszere az országban csak Tátrai Tibornak volt. Az 1995-ös jubileumi koncerten egy Gibson ES 345-ön játszott. Néha azonban megfordult a kezében Fender Stratocaster és Telecaster (pl. 1988- Petőfi Csarnok) is. Legutóbb Gibson SG-n játszott. Az első Edda Művek-lemezt egy Gibson Les Paul Goldtopon játszotta fel. A dalokat klasszikus gitáron írta, ami ma a budapesti Rockmúzeumban látható.
A gitározás mellett a nyolcvanas évek közepén megtanult szitározni is.

## Diszkográfia
EDDA Művek
- 1980 Edda Művek 1.
- 1981 Edda Művek 2.
- 1983 Edda Művek 3.
- 1984 Viszlát Edda!
- 1988 Pataky–Slamovits

No
- 1992 No 1.
- 1993 A holnap fényei
- 1994 Titkos napló 1-2.
- 1995 No More (válogatás)

Szólólemezek
- 1985 Slamó
- 1994 Slamó Unplugged